# Quiá Rodrigues
Quiá Rodrigues (Ipanema, 13 de novembro de 1966) é um criador, construtor, manipulador de bonecos e diretor de cinema de animação brasileiro. Desde 1990, mora no Rio de Janeiro .

## Biografia
Começou sua vida profissional como ator de teatro em Belo Horizonte. No Rio de Janeiro, passou a trabalhar como criador de bonecos para vitrines e televisão. Seu primeiro trabalho no cinema foi como assistente no filme Os Trapalhões na Terra dos Monstros. Posteriormente, trabalhou com o animador Marcos Magalhães e devido ao aumento dos compromissos profissionais, interrompeu sua graduação em Cinema.
Em animação, Quiá começou como assistente do animador Marcos Magalhães no videoclipe Dos Margaritas do Paralamas do Sucesso e na animação do ratinho de massinha do Castelo Rá-Tim-Bum.
Atualmente é sócio da OBA Bonecos (Oficina de Bonecos Animados) e sua produtora, Janela Filmes, presta serviços de animação com bonecos, objetos e massinha.

## Principais trabalhos

### Programas de televisão
- TV Colosso.[2]
- Angel Mix.
- Flora Encantada.
- Bambuluá.
- TV Xuxa.
- Xuxa no Mundo da Imaginação.
- Animania (TV Brasil): foi responsável pela voz e atuação do boneco apresentador Zeca2D.[1][3]
- Paio & Dongo (2015): Quiá criou, co-roteirizou e dirigiu a série infantil com bonecos para o Canal Futura, que foi ao ar todos os dias às 8 horas da manhã e em horários alternativos durante a programação da emissora.[4][5]
- Cavalinhos do Fantástico: desde 2014, ele e seu sócio Renato Spinelli dão vida e vozes aos bonecos do quadro durante o Campeonato Brasileiro de Futebol (Brasileirão), todo domingo à noite no programa Fantástico, da TV Globo.[6][7]

### Novelas
- Morde & Assopra.

### Xuxa Só Para Baixinhos
- Xuxa só para Baixinhos 7.
- XSPB 8.
- Natal Mágico.
- XSPB 10: Baixinhos, Bichinhos e +.
- ABC do XSPB.

### Programas educativos
- Mão e Giz.[8]
- Nosso Mundo com Golias (Meu AmigãoZão).

## Filmografia
- De Janela pro Cinema (1999): seu primeiro filme autoral, em que usa bonecos construídos em látex e animados na técnica stop motion. O curta-metragem ganhou mais de trinta prêmios, entre eles, foi eleito o melhor filme brasileiro de animação no Anima Mundi 1999.[9] O filme também foi indicado para a Mostra Cinéfondation no Festival de Cannes em 2000,[10] além  de estar na lista dos 100 melhores filmes de animação brasileiros segundo a ABRACCINE.
- De Repente (1999): diretor.
- Patativa do Assaré (2001): roteirista.
- Cabeça Papelão (2012): seu mais recente trabalho de animação em stop motion, baseado no conto "O homem da cabeça de papelão" de João do Rio.[11] O curta-metragem foi eleito o Melhor Filme de Animação no Grande Prêmio do Cinema Brasileiro 2013.[12]